# Elektryd

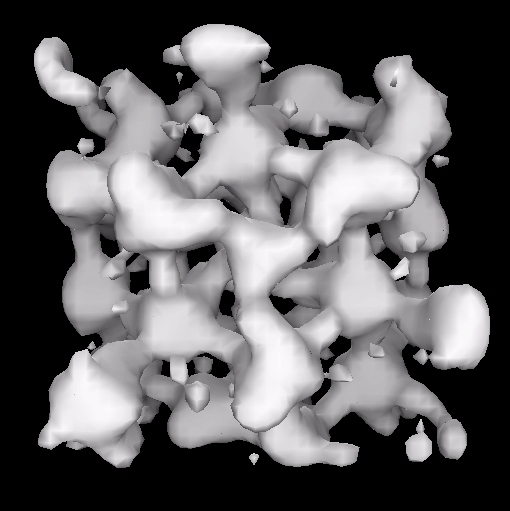
Elektryd

Elektryd – struktura krystaliczna, w której część elektronów nie jest skupiona wokół jąder atomów, lecz jest uwięziona pomiędzy atomami i pełni rolę ujemnych jonów.